# KHL Ost-Konferenz
Die Ost-Konferenz ist eine der zwei Konferenzen der Kontinentalen Hockey-Liga. Diese ist in die Charlamow Diwision und die Tschernyschow Diwision aufgeteilt.

## Geschichte
Die Ost-Konferenz wurde zur Saison 2009/10 gegründet, nachdem die KHL entschieden hatte, die vier Divisionen statt – wie in ihrer Premierenspielzeit nach ihrer Spielstärke – nach regionalen Kriterien einzuteilen. Neben der Ermittlung der Playoff-Finalteilnehmer je Konferenz treten im KHL All-Star Game zudem die besten Spieler der West-Konferenz gegen die besten Spieler der Ost-Konferenz an.

## Playoff-Modus
Die Sieger der beiden Divisionen und die sechs besten übrigen Mannschaften der Konferenz erreichen die Playoffs. In diesen wird der Playoff-Sieger der Konferenz ermittelt, der anschließend gegen den Meister der West-Konferenz im Playoff-Finale um den Gagarin-Pokal, die Meistertrophäe der KHL, antritt.

## Teams 2018/19
Charlamow Diwision:
- Awtomobilist Jekaterinburg
- Ak Bars Kasan
- HK Metallurg Magnitogorsk
- Neftechimik Nischnekamsk
- Torpedo Nischni Nowgorod
- HK Traktor Tscheljabinsk

Tschernyschow Diwision:
- Barys Astana
- Amur Chabarowsk
- HK Sibir Nowosibirsk
- HK Awangard Omsk
- Kunlun Red Star
- Salawat Julajew Ufa
- Admiral Wladiwostok

## Sieger
| Jahr    | Hauptrunde                 | Playoffs                  |
| ------- | -------------------------- | ------------------------- |
| 2009/10 | Salawat Julajew Ufa        | Ak Bars Kasan             |
| 2010/11 | HK Awangard Omsk           | Salawat Julajew Ufa       |
| 2011/12 | HK Traktor Tscheljabinsk   | HK Awangard Omsk          |
| 2012/13 | Ak Bars Kasan              | HK Traktor Tscheljabinsk  |
| 2013/14 | HK Metallurg Magnitogorsk  | HK Metallurg Magnitogorsk |
| 2014/15 | Ak Bars Kasan              | Ak Bars Kasan             |
| 2015/16 | HK Awangard Omsk           | HK Metallurg Magnitogorsk |
| 2016/17 | HK Metallurg Magnitogorsk  | HK Metallurg Magnitogorsk |
| 2017/18 | Ak Bars Kasan              | Ak Bars Kasan             |
| 2018/19 | Awtomobilist Jekaterinburg | HK Awangard Omsk          |